# LÉ Deirdre (P20)
LÉ Deirdre (P20) byla oceánská hlídková loď irského námořnictva. Byla to první válečná loď postavená přímo pro irské námořnictvo. Ve službě byla v letech 1972–2001. Vylepšenou verzí tohoto plavidla jsou tři jednotky třídy Emer.

## Stavba
Plavidlo postavila irská loděnice Verlome Dockyard v Corku jako náhradu za dosud používané starší minolovky třídy Ton. Do služby byla zařazena 19. června 1972.

## Konstrukce

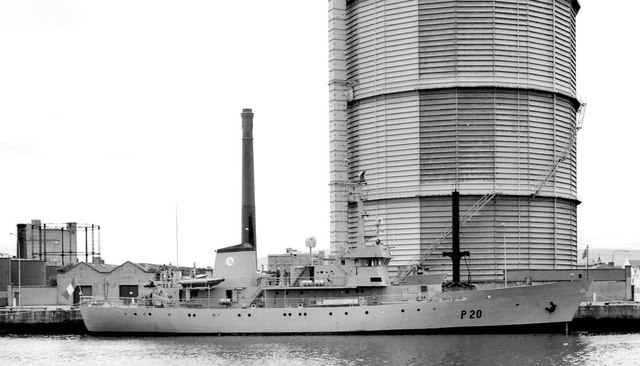
Deirdre

Elektroniku představovaly radary Decca 1226 a Kevin Hughes Mk.VI a sonar Simrad. Plavidlo bylo vyzbrojeno jedním 40mm kanónem Bofors a dvěma 12,7mm kulomety. Pohonný systém tvořily dva diesely Polar SF112 VS-F. Lodní šroub byl jeden. Nejvyšší rychlost dosahovala 17 uzlů.